# أفعوية الذيل البالاسية
أفعوية الذيل البالاسية (الاسم العلمي: Echiurus pallassii) هي نوع من الحلقيات تتبع جنس أفعوية الذيل من فصيلة نظيرات أفعوية الذيل.